# اولدریخ روت
اولدریخ روت (چکی: Oldřich Rott؛ زادهٔ ۲۶ مهٔ ۱۹۵۱) بازیکن فوتبال اهل چکسلواکی بود.
از باشگاه‌هایی که در آن بازی کرده‌است می‌توان به باشگاه فوتبال اسلاویا پراگ، باشگاه فوتبال هرادتس کرالووه، و دوکلا پراگ اشاره کرد.
وی به‌همراه تیم ملی فوتبال چکسلواکی به مقام قهرمانی بازی‌های المپیک تابستانی ۱۹۸۰ رسیده‌است.